# Cult of the Dead Cow
Cult of the Dead Cow (cDc) – jedna z pierwszych i najdłużej działających grup hakerskich, założona w 1984 roku w Lubbock w Teksasie, tzw. „haktywiści”. Wraz z Hacktivismo i Ninja Strike Force tworzą cDc Communications.
Grupie przypisywane jest utworzenie terminu „haktywizm”. cDc opracowała jedno z najbardziej znanych narzędzi hakerskich – Back Orifice, rodzaj konia trojańskiego pozwalającego na zdalną administrację systemem Microsoft Windows.

## Historia
Grupa Cult of the Dead Cow została założona w 1984 roku w Lubbock w Teksasie przez trzech sysopów BBSów o pseudonimach „Gandmaster Ratte”, „Franken Gibe” i „Sid Vicious”.
W 1990 roku jeden z członków cDc o pseudonimie „Drunkfux” zainicjował cykliczną konferencję hakerską HoHoCon, na której obecni byli również dziennikarze. W 1994 roku cDc założyła na Usenecie pierwszą grupę dyskusyjną dla hakerów.
W 2000 roku o cDc powstał krótki film dokumentalny zatytułowany Disinformation.

## Oprogramowanie
Członkowie grupy cDc napisali wiele programów, w tym również złośliwe oprogramowanie, które udostępniono na stronach internetowych cDc.
W 1998 roku cDc stworzyła jedno z najbardziej znanych narzędzi hakerskich – Back Orifice, rodzaj konia trojańskiego pozwalającego na zdalną administrację Microsoft Windows.
W 2000 roku cDc udostępniła program NBName, który może być wykorzystywany do przeprowadzania ataków typu DoS. W 2006 roku grupa Hactivismo wypuściła xB Browser (rodzaj Firefox Portable z wbudowanym klientem sieci Tor).

## Haktywizm
Grupie przypisywane jest stworzenie terminu „haktywizm”. Termin ten miał się pojawić na ich liście mailowej w 1996 roku, a sama cDc podaje rok 1994.
W 1999 roku członkowie cDc powołali do życia organizację Hacktivismo, która opowiada się za przestrzeganiem powszechnej deklaracji praw człowieka i Międzynarodowego Paktu Praw Obywatelskich i Politycznych w stosunku do wszelkiej działalności internetowej, w szczególności za prawem dostępu do informacji i wolnością internetu od cenzury państwa. Członkowie Hacktivismo skoncentrowali się na rozwijaniu umiejętności i narzędzi oprogramowania na rzecz poparcia wolności słowa i prywatności, uważając ataki typu DoS czy defacement za nieetyczne.
W 2002 roku cDc i Hacktivismo stworzyły licencję dla oprogramowania przyjaznego prawom człowieka.